# Nagu IF

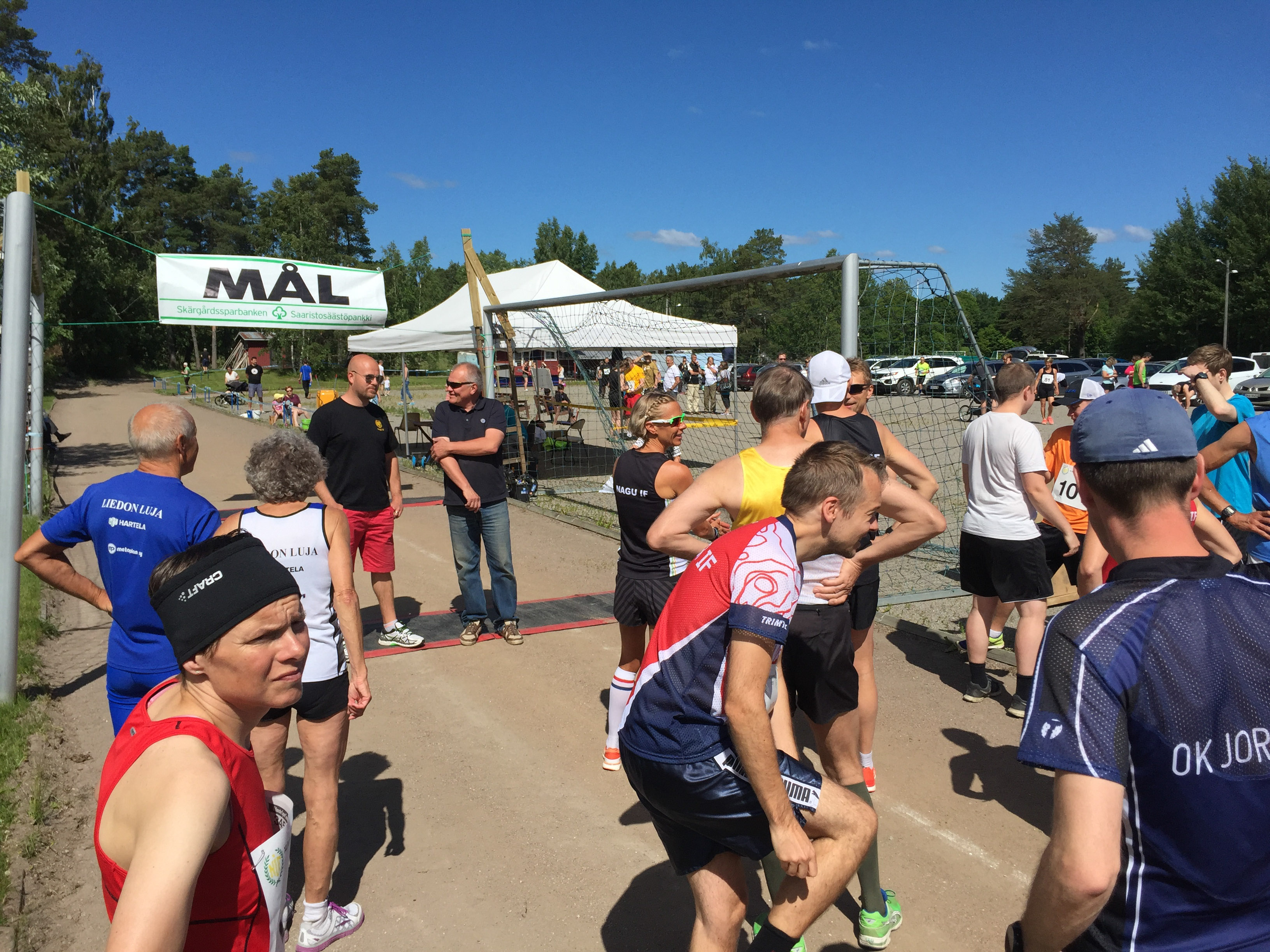
Start inför Möviken runt

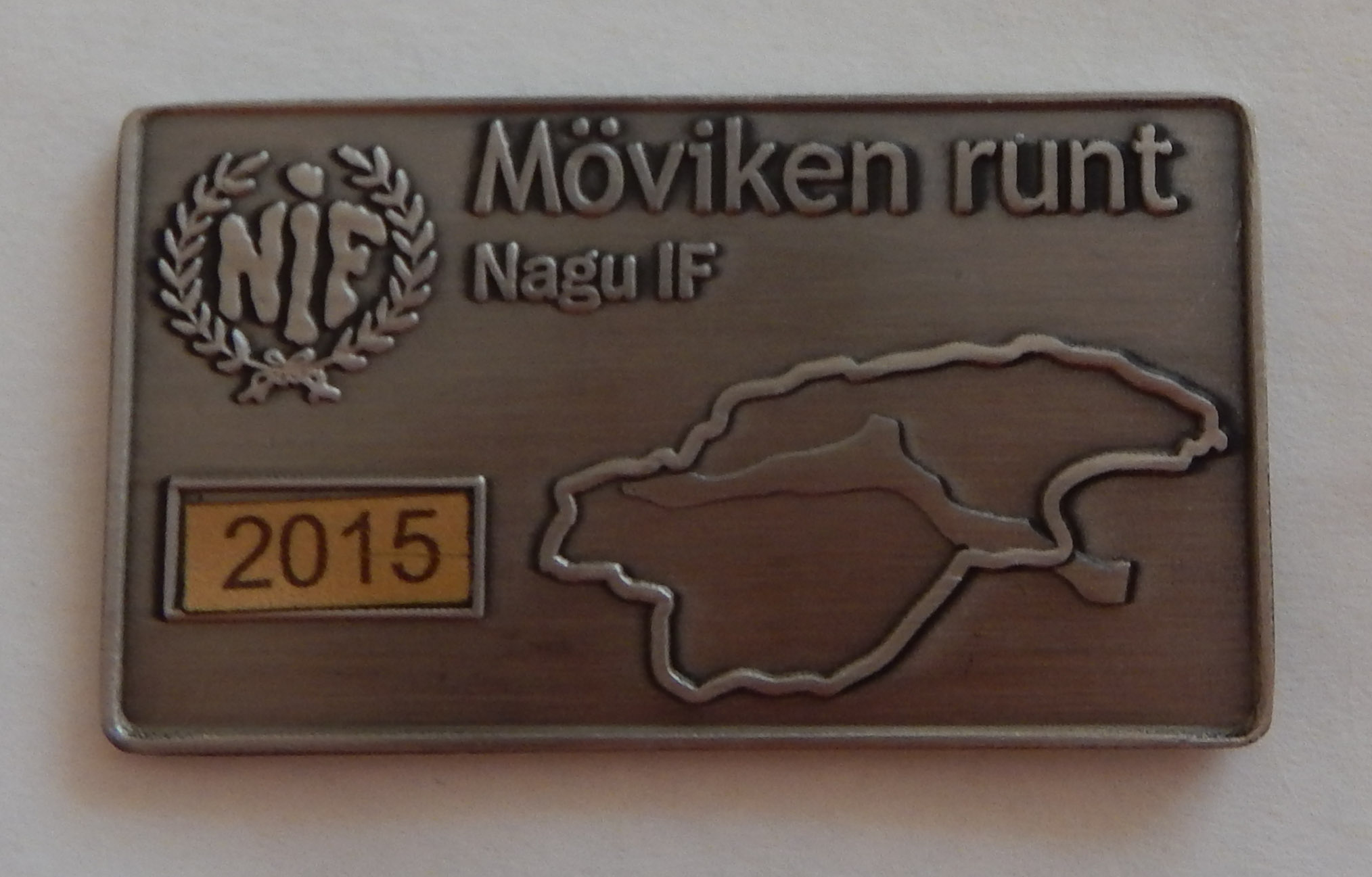
Plakett för Möviken runt

Nagu IF (NIF) är en idrottsförening från Nagu i Finland. Klubben bedriver fotboll, friidrott, gymnastik, innebandy, volleyboll och orientering. Smeknamnet för klubben är Niffen.
Nagu idrottsförenings mest framgångsrika nu levande idrottare är maratonlöparen Anne-Mari Hyryläinen som med god framgång har deltagit i flera internationella stortävlingar, bland andra VM i Doha 2019, med Nagu IF som hemförening. Hyryläinen utsågs till Årets Niffare år 2017.
Nagu IF:s idrottsplaner befinner sig från Kyrkbacken i riktning Prästgården. Den för friidrott avsedda planen har en omkrets om 320 m. Gräsplanen invigdes 2004 och nya sportstugan stod klar att tas i bruk 2019.
Föreningen ordnar årligen av tradition alltid den första lördagen i juli, löpartävlingen Möviken runt (11 km). Tävlingen har både motionsklass (utan tidtagning) och tävlingsklass. För barn upp till 11 år ordnas tävlingen MiniMöviken. Rutten Möviken runt är en ofta använd motionsrunda året om
 .